# Мавританія Цезарейська
37°30′ пн. ш. 2°30′ сх. д. / 37.5° пн. ш. 2.5° сх. д.
Мавританія Цезарейська (лат. Mauretania Caesariensis) — римська провінція, яка знаходилася на території сучасного Алжиру. Столицею провінції була Кесарія Мавританська (сучасний Шершель).
Провінція була частиною королівства Мавретанія і названа на честь народу маурі, який там жив. Колишнє незалежне королівство, а пізніше держава-клієнт Риму, приблизно в 42 році нашої ери було формально приєднано до Римської імперії під час правління Клавдія та розділене на дві провінції: Мавританія Цезарейська та Мавританія Тингітанська. Третя провінція під назвою Мавританія Сітіфенська була пізніше відокремлена від східної частини під час правління Діоклетіана в 293 році нашої ери. Під час і після падіння Західної Римської імперії в V столітті більша частина внутрішньої території була втрачена. Провінція спочатку відійшла до Королівства вандалів, а пізніше до Мавро-Римського королівства, з римським управлінням, обмеженим столицею Кесарією. Земля була знову завойована Римом під час правління Юстиніана. Ця провінція входила до складу преторіанської префектури Африки, пізніше екзархату Африки. Мусульманське завоювання Магрибу поклало кінець римському правлінню в Мавританії, яка стала частиною халіфату Омеядів.

## Історія
У середині I століття нашої ери римський імператор Клавдій розділив найзахіднішу римську провінцію в Африці під назвою Мавретанія на Мавретанію Цезарійську і Мавретанію Тінгітану.
Мавританія Цезарійська включала вісім колоній, заснованих імператором Августом: Картенна, Гунугу, Ігілгілі, Русгунія, Русазу, Салде, Зуккабар, Тубусукту; два імператором Клавдієм: Кесарія, колишня столиця Юби, який дав їй таку назву на честь свого покровителя Августа, та Оппідіум Новум; одну від імператора Нерви: Сетіфіс; і пізніші колонії — Арсенарія, Біда, Сіга, Аква Каліда, Квіза Ксенітана, Русукурру, Аузія, Гілва, Ікосіум і Тіпаза.
Згідно з реформою тетрархії Діоклетіана, найсхідніша частина була відокремлена від Цезарської Мавританії як окрема невелика провінція Мавританія Сітіфенська, названа на честь її внутрішньої столиці Сітіфіс (тепер Сетіф) зі значним портом у Салде (нині Беджая).
За часів Діоклетіана та Костянтина Великого Сітіфенсіс і Цезарієнсіс були віднесені до адміністративної єпархії Африки під преторіанською префектурою Італії, тоді як Тінгітана належала до єпархії Іспанії преторіанської префектури Галлії, тому це був анклав, окремий від європейської території єпархії та префектури, до якої він належав.
Після падіння Західної Римської імперії в ПІвнічній Африці було засновано Королівство вандалів. Східна імперія (Візантійська імперія) відвоювала територію близько 533 року, але більша частина Мавританії Цезарейської залишалася під контролем місцевих мавританських правителів, таких як Мастігас, і лише в 560-х і 570-х роках візантійський контроль був встановлений усередині країни.
Під час правління Маврикія імперія була реорганізована і було засновано ряд екзархатів, серед яких екзархат Африки, який включав Мавританію, серед інших територій. Мавританія Сітіфенська була знову приєднана до провінції, яка отримала назву «Mauretania Prima».
Мусульманське завоювання Магрибу під керівництвом Омеядів позначило кінець візантійського екзархату Африки та пізньоантичної римської культури, і Мавританія Цезарейська стала частиною найзахіднішої ісламської провінції Магриб.

## Економіка

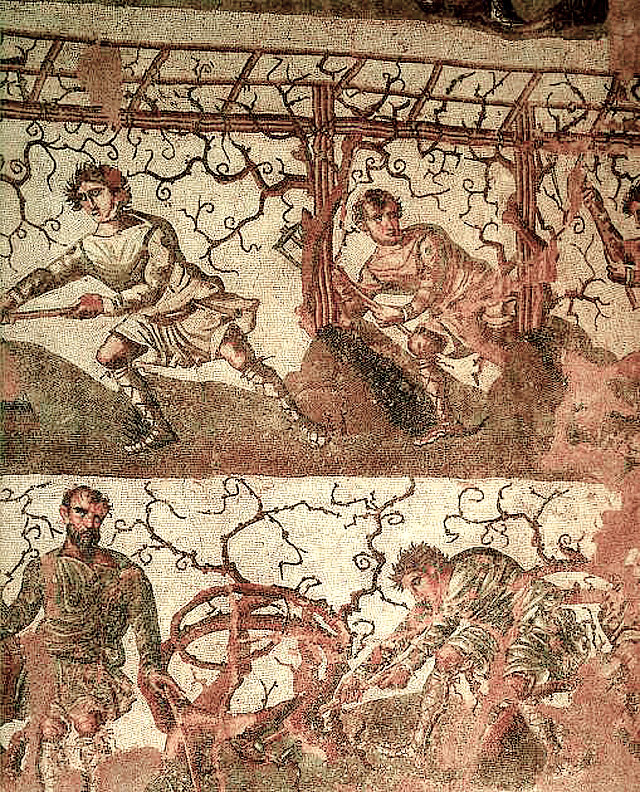
Мозаїка виноградників з Кесарії

Основним експортом з провінції були пурпурні барвники та цінні породи деревини; римляни високо цінували берберів та маурів як солдатів, особливо легкої кінноти. З цих народів вийшли один з найкращих полководців Траяна Лусій Квієт та імператор Макрін.

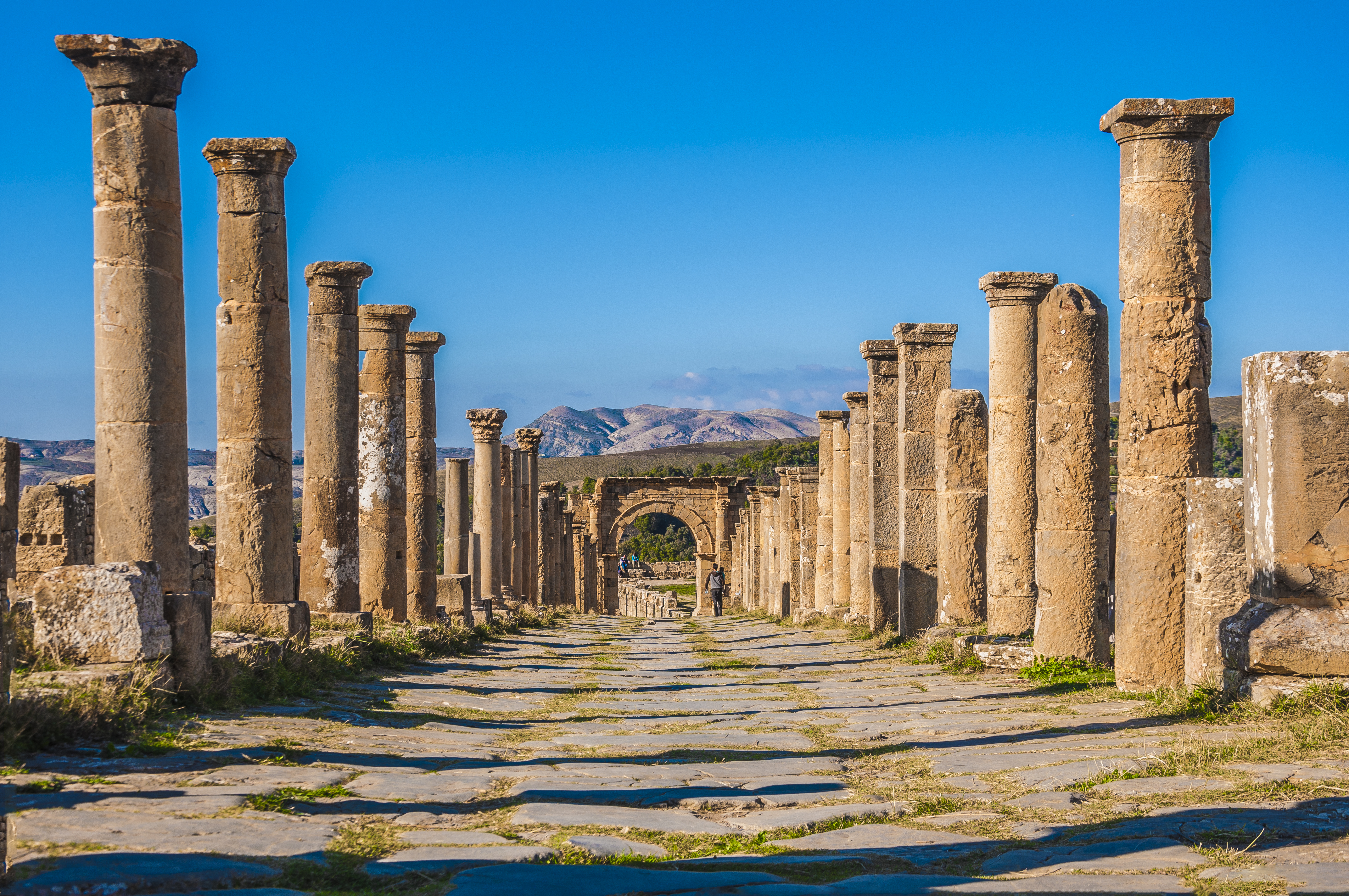
Руїни римського міста Куйкул в Джемілі

## Релігія
Кесарія була головним центром юдаїзму до 330 року, а Сітіфіс був одним із центрів мітраїзму. Християнство поширилося в 4-5 століттях.
Серед правлячого класу тринітарне християнство було замінено аріанством під час германського королівства вандалів, яке було засноване в 430 році, коли вандали перетнули Гібралтарську протоку.